# Scrinium impendens
Scrinium impendens é uma espécie de gastrópode do gênero Scrinium, pertencente a família Mitromorphidae.